# Coupe de Russie de football 2008-2009
Navigation
Coupe de Russie 2007-2008 Coupe de Russie 2009-2010
La Coupe de Russie 2008-2009 est la 17e édition de la Coupe de Russie depuis la dissolution de l'URSS.
Le CSKA Moscou remporte la compétition face au Rubin Kazan et se qualifie pour les barrages de la Ligue Europa 2009-2010.
La compétition suivant un calendrier sur deux années, contrairement à celui des championnats russes qui s'inscrit sur une seule année, celle-ci se trouve de fait à cheval entre deux saisons de championnat ; ainsi pour certaines équipes promues ou reléguées durant la saison 2008, la division indiquée peut varier d'un tour à l'autre.

## Seizièmes de finale
Les clubs de première division font leur entrée à ce tour.
| Date        | Club                              | Score                | Club                          |
| ----------- | --------------------------------- | -------------------- | ----------------------------- |
| 5 août 2008 | Smena Komsomolsk-sur-l'Amour (D3) | 1 - 1 ap (3 - 5 tab) | (D1) Rubin Kazan              |
| 6 août 2008 | Torpedo Vladimir (D3)             | 1 - 4                | (D1) CSKA Moscou              |
| 6 août 2008 | Baltika Kaliningrad (D2)          | 3 - 0                | (D1) Luch-Energia Vladivostok |
| 6 août 2008 | Metallourg Lipetsk (D3)           | 0 - 2                | (D1) Lokomotiv Moscou         |
| 6 août 2008 | Vitiaz Podolsk (D2)               | 2 - 1                | (D1) Spartak Naltchik         |
| 6 août 2008 | Dinamo Briansk (D2)               | 1 - 2                | (D1) Spartak Moscou           |
| 6 août 2008 | Saliout-Energia Belgorod (D2)     | 0 - 2                | (D1) Chinnik Iaroslavl        |
| 6 août 2008 | Kouban Krasnodar (D2)             | 0 - 1                | (D1) Dynamo Moscou            |
| 6 août 2008 | SKA Rostov (D2)                   | 3 - 2 ap             | (D1) FK Khimki                |
| 6 août 2008 | Alania Vladikavkaz (D2)           | 1 - 3                | (D1) FK Moscou                |
| 6 août 2008 | Anji Makhatchkala (D2)            | 2 - 3                | (D1) Terek Grozny             |
| 6 août 2008 | Volga Nijni Novgorod (D3)         | 1 - 1 ap (4 - 3 tab) | (D1) Saturn Ramenskoïe        |
| 6 août 2008 | Kamaz Naberejnye Tchelny (D2)     | 1 - 5                | (D1) Tom Tomsk                |
| 6 août 2008 | Sibir Novossibirsk (D2)           | 1 - 0                | (D1) Zénith Saint-Pétersbourg |
| 6 août 2008 | Gazovik Orenbourg (D3)            | 1 - 1 ap (3 - 5 tab) | (D1) Krylia Sovetov Samara    |
| 6 août 2008 | SKA-Energia Khabarovsk (D2)       | 1 - 1 ap (1 - 4 tab) | (D1) Lokomotiv Moscou         |

## Huitièmes de finale
| Date              | Locaux                     | Score                | Visiteurs                 |
| ----------------- | -------------------------- | -------------------- | ------------------------- |
| 23 septembre 2008 | Dynamo Moscou (D1)         | 2 - 0                | (D2) SKA Rostov           |
| 24 septembre 2008 | Tom Tomsk (D1)             | 2 - 2 ap (4 - 1 tab) | (D3) Volga Nijni Novgorod |
| 24 septembre 2008 | FK Moscou (D1)             | 3 - 0                | (D1) Terek Grozny         |
| 24 septembre 2008 | Lokomotiv Moscou (D1)      | 1 - 0                | (D2) Vitiaz Podolsk       |
| 24 septembre 2008 | Krylia Sovetov Samara (D1) | 0 - 2                | (D2) Sibir Novossibirsk   |
| 24 septembre 2008 | Chinnik Iaroslavl (D1)     | 1 - 2                | (D1) Spartak Moscou       |
| 24 septembre 2008 | Rubin Kazan (D1)           | 0 - 0 ap (4 - 1 tab) | (D1) Amkar Perm           |
| 24 septembre 2008 | CSKA Moscou (D1)           | 1 - 0                | (D2) Baltika Kaliningrad  |

## Quarts de finale
| Date          | Locaux                | Score | Visiteurs               |
| ------------- | --------------------- | ----- | ----------------------- |
| 15 avril 2009 | Rubin Kazan (D1)      | 2 - 0 | (D2) Sibir Novossibirsk |
| 15 avril 2009 | Spartak Moscou (D1)   | 0 - 3 | (D1) Dynamo Moscou      |
| 22 avril 2009 | Lokomotiv Moscou (D1) | 0 - 1 | (D1) CSKA Moscou        |
| 22 avril 2009 | FK Moscou (D1)        | 2 - 1 | (D1) Tom Tomsk          |

## Demi-finales
| Date        | Locaux             | Score                | Visiteurs        |
| ----------- | ------------------ | -------------------- | ---------------- |
| 6 mai 2009  | FK Moscou (D1)     | 0 - 1                | (D1) Rubin Kazan |
| 13 mai 2009 | Dynamo Moscou (D1) | 2 - 2 ap (5 - 6 tab) | (D1) CSKA Moscou |

## Finale
| ·              |                      |     |
| Titulaires :   |                      |     |
|                |                      |     |
| 77             | Sergueï Ryjikov      |     |
| 3              | Cristian Ansaldi     |     |
| 4              | César Navas          |     |
| 76             | Roman Charonov       |     |
| 6              | McBeth Sibaya        |     |
| 15             | Aleksandr Ryazantsev | 77e |
| 16             | Christian Noboa      |     |
| 23             | Ievgueni Baliaïkine  |     |
| 61             | Gökdeniz Karadeniz   |     |
| 10             | Alejandro Domínguez  |     |
| 99             | Hasan Kabze          | 86e |
|                |                      |     |
| Remplaçants :  |                      |     |
| 11             | Aleksandr Boukharov  | 77e |
| 5              | Piotr Bystrov        | 86e |
|                |                      |     |
| Entraîneur :   |                      |     |
| Kurban Berdyev |                      |     |

| ·             |                      |       |
| Titulaires :  |                      |       |
|               |                      |       |
| 35            | Igor Akinfeïev       |       |
| 2             | Deividas Šemberas    |       |
| 4             | Sergueï Ignachevitch |       |
| 24            | Vassili Bérézoutski  |       |
| 42            | Georgi Schennikov    |       |
| 11            | Pavel Mamaïev        |       |
| 18            | Iouri Jirkov         |       |
| 22            | Ievgueni Aldonine    |       |
| 7             | Daniel Carvalho      | 90+3e |
| 9             | Vágner Love          |       |
| 12            | Moussa Maazou        | 72e   |
|               |                      |       |
| Remplaçants : |                      |       |
| 17            | Miloš Krasić         | 72e   |
| 6             | Alexeï Bérézoutski   | 90+3e |
|               |                      |       |
| Entraîneur :  |                      |       |
| Zico          |                      |       |

| ·              |                      |     |
| Titulaires :   |                      |     |
|                |                      |     |
| 77             | Sergueï Ryjikov      |     |
| 3              | Cristian Ansaldi     |     |
| 4              | César Navas          |     |
| 76             | Roman Charonov       |     |
| 6              | McBeth Sibaya        |     |
| 15             | Aleksandr Ryazantsev | 77e |
| 16             | Christian Noboa      |     |
| 23             | Ievgueni Baliaïkine  |     |
| 61             | Gökdeniz Karadeniz   |     |
| 10             | Alejandro Domínguez  |     |
| 99             | Hasan Kabze          | 86e |
|                |                      |     |
| Remplaçants :  |                      |     |
| 11             | Aleksandr Boukharov  | 77e |
| 5              | Piotr Bystrov        | 86e |
|                |                      |     |
| Entraîneur :   |                      |     |
| Kurban Berdyev |                      |     |

| ·             |                      |       |
| Titulaires :  |                      |       |
|               |                      |       |
| 35            | Igor Akinfeïev       |       |
| 2             | Deividas Šemberas    |       |
| 4             | Sergueï Ignachevitch |       |
| 24            | Vassili Bérézoutski  |       |
| 42            | Georgi Schennikov    |       |
| 11            | Pavel Mamaïev        |       |
| 18            | Iouri Jirkov         |       |
| 22            | Ievgueni Aldonine    |       |
| 7             | Daniel Carvalho      | 90+3e |
| 9             | Vágner Love          |       |
| 12            | Moussa Maazou        | 72e   |
|               |                      |       |
| Remplaçants : |                      |       |
| 17            | Miloš Krasić         | 72e   |
| 6             | Alexeï Bérézoutski   | 90+3e |
|               |                      |       |
| Entraîneur :  |                      |       |
| Zico          |                      |       |